# معرض الكويت الدولي للكتاب
معرض الكويت الدولي للكتاب هو معرض سنوي للكتاب يقام تحت رعاية وتنظيم المجلس الوطني للثقافة والفنون والآداب. انطلق في الكويت لأول مرة في شهر نوفمبر من عام 1975، ويعد ثاني أكبر معرض للكتاب بعد معرض القاهرة للكتاب. ويصاحبه في كل عام العديد من الانشطة الثقافية، ومعارض تشكيلية وأنشطة للطفل، وكذلك معارض تراثية.
وتقام الفعالية على معرض الكويت الدولي الواقع في منطقة مشرف. ويتكون من 6 قاعات كبيرة مغطاه ومكيفة، وتبلغ مساحة تلك القاعات أكثر من 7,000 متر مربع.